# Sásdi kistérség
A Sásdi kistérség egy kistérség volt Baranya megyében Sásd központtal. 2013. január 1.-től az újjáalakuló Hegyháti járás vette át a szerepét, amelynek a székhelye az egykoron is székhely Sásd maradt. A kistérség hivatalosan 2014-ben szűnt meg.

## Települései
| Ág              | Alsómocsolád  | Bakóca   | Baranyajenő | Baranyaszentgyörgy |
| Bikal           | Felsőegerszeg | Gerényes | Gödre       | Kisbeszterce       |
| Kishajmás       | Kisvaszar     | Mágocs   | Mekényes    | Meződ              |
| Mindszentgodisa | Nagyhajmás    | Oroszló  | Palé        | Sásd               |
| Szágy           | Tarrós        | Tékes    | Tormás      | Varga              |
| Vásárosdombó    | Vázsnok       |          |             |                    |

## Elhelyezkedése, terület
A Sásdi kistérség Baranya megye északnyugati részén, Somogy és Tolna megye határán, három természetföldrajzi kistáj, az Észak-Zselic, a Baranyai-hegyhát és a Völgység találkozásánál fekvő, aprófalvas településszerkezetű, öt, saját kisközponttal rendelkező mikrotérségből álló kistérség volt. A három tájegység találkozása kiaknázatlan tájhasználati potenciálokat, a megyehatár a széleken fekvő települések, mikrotérségek számára a térségből és Baranya megyéből kifelé mutató természetes vonzásokat jelentett. A Sásdi kistérségben ugyan alig egy kisvárosnyi népesség élt – valamivel többen, mint tizenötezren –, lakói mégis huszonhét település között oszlottak meg, amelyeket erőteljesebben szerveztek az egyben igazgatási és intézményi székhelytelepülésekként is működő mikrotérségi központok – Mágocs, Vásárosdombó, Sásd, Gödre, Mindszentgodisa – mint a várossá avatott kistérségi központ, Sásd. Az ország leghátrányosabb helyzetű kistérségei között számontartott Sásdi kistérség hátrányait tápláló, legfontosabb strukturális elemek; a megyehatár menti fekvés, a települések többségét érintő közlekedési árnyékhelyzet, a tömegközlekedési hálózat gyenge szövedéke – ami a zsákfalvakban lakók számára a kistérségi központot is csak óriási nehézségek árán teszi elérhetővé –, az aprófalvas településszerkezet – amely egy bő évszázad töretlen népességfogyása eredményeként nyerte el a 2010-es évek elején látható formáját.

## Gazdasági, infrastrukturális, társadalmi helyzet
A rendszerváltást követő másfél évtizedben a Sásdi kistérség relatív pozíciója jószerével minden, gazdasági, munkaerő-piaci, demográfiai és társadalmi tekintetben romlott, más szavakkal: mélyült a térség leszakadása az országon belül, nem tudta fölvenni a változások új ütemét. A térség egészét jellemző kedvezőtlen folyamatok mögött azonban egy erőteljesen polarizálódott tér- és településszerkezet húzódik. Az egyik póluson a nagyobb központok (Sásd, Mágocs) köré szerveződő mikrotérségek viszonylag kedvező gazdasági potenciállal, munkaerőpiaccal, képzettebb lakosokkal jellemezhetők (akkor is, ha a mikrotérségek önmagukban is heterogén képletek), míg a másikon áll a vásárosdombói mikrotérség, minden gazdasági, foglalkoztatási potenciál híján, gettósodó, reménytelen szegénységbe süppedő aprófalvaival, gyenge központjával. A két pólus között találjuk a gödrei és a mindszentgodisai mikrotérségeket, amelyek helyzetét jónak ugyan semmiképp nem nevezhetjük, mégsem nyújtják a területi, települési, képzettségi, munkaerő-piaci és etnikai hátrányok szétbogozhatatlan összefonódásának, egymást erősítő hatásának oly példaszerű bizonyítékát, mint a vásárosdombói mikrotérség.
A kistérségben a rendszerváltás nyitánya a mezőgazdaság és a bányászat pillérein álló gazdasági szerkezet összeroppanása és a munkaerőpiac radikális összezsugorodása volt, amelyet a mai napig nem követett a szerkezetváltással kísért újraépülés, ahogy nem bővült a munkaerőpiac sem, és a kilencvenes években munkanélkülivé, inaktívvá vált nők és férfiak túlnyomó többsége tartósan kiszorult a szegmentálódott, kis méretűvé munkaerőpiacról. A Sásdi kistérségét tartósan magas szintű munkanélküliség és még tartósabbnak tűnő inaktivitás jellemzi, ami különösen a közlekedési zsákhelyzetben fekvő apró- és törpefalvakat érinti, azokat a falvakat, amelyekben viszonylag sok cigány család él. A Sásdi kistérségben élők foglalkoztatási lehetőségeit, az itt működő vállalkozások megerősödésének, fejlődésének esélyeit jelentős mértékben rontja az a tény, hogy a környező centrumok (Pécs, Dombóvár, Kaposvár) gazdaságának regenerálódása sem ment végbe olyan mértékben, hogy dinamizálni tudná a környező, stagnáló vagy éppen romló helyzetű, aprófalvas térségeket.
Ami az infrastrukturális ellátottságot illeti, e tekintetben a szocializmus időszakához képest jelentős javulás történt, az alapinfrastruktúrák (vezetések víz, villany) csak a néhány külterületi lakóterületen nem érhetők el. A leglátványosabb előrelépés a vezetékes telefonhálózat kiépítésével történt, ami akkor is örvendetes fejlemény, ha a mobiltelefónia korszakában jelentősége elhalványul – igaz, a lefedettségen akad még némi javítanivaló. A kommunális szennyvíztisztás, csatornahálózat csupán három térségi illetve mikrotérségi központban biztosított (Mágocson, Sásdon és Vásárosdombón), akárcsak a vezetékes gáz, csak a települési kör kiegészül a mágocsi mikrotérséghez tartozó Alsómocsoláddal és Bikallal. Ha a kommunális infrastruktúra e két elemének további kiépítésén gondolkodunk, megfontolásra érdemes az a tény, hogy a települések alacsony lélekszáma, a nagy távolságok, mindenekelőtt azonban a családok szegénysége mellett nem üzemeltethetők gazdaságosan a hálózatok, ezért alternatív megoldásokra lehet szükség, elsősorban a szennykezelés és – tisztítás vonatkozásában.  Nagyon nagy szükség lenne azonban az infokommunikációs rendszerek fejlesztésére (széles sávú internet-hozzáférés bővítése, teleházak, telekunyhók számának növelésére), mert az aprófalvas térség s lakói izoláltságát ezek az eszközök hatékonyan képesek oldani.
Ha az aprófalvas szerkezetű Sásdi kistérség legfontosabb társadalmi jellemzőit kívánjuk megnevezni, akkor a hosszú évtizedek óta töretlennek mondható népességfogyás mellett azt kell hangsúlyoznunk, hogy a települések többségét – elsősorban az apró- és törpefalvakat – felemás, egyoldalú társadalmi szerkezet jellemzi; hiányzik illetve gyenge az értelmiség, a vállalkozói réteg, a mintaadó elit, ugyanakkor folyamatosan bővül az erőforrásokban szűkölködő családok száma. A rendszerváltást követő folyamatok felerősítették a kedvezőtlen demográfiai, társadalmi folyamatokat, s a települések többségében a szegénység, a szegregáció mélyüléséhez vezettek. A kistérséget fenyegető legnagyobb veszély a szegénységhez vezető csapdahelyzet újratermelődése, az, hogy a következő generációk számára sem nyílik ajtó a munkaerőpiacra, hogy nem jutnak közelebb a másutt élő többség számára elérhető javakhoz, szolgáltatásokhoz, jogokhoz. Az egyes családok szegénységének, a munkaerőpiacról, társadalomból való végleges kirekesztődésének sötét víziója egyúttal az apró- és törpefalvak további sorvadását, gettósodását, szegregációját vetíti előre; emberek és települések sorsa egybefonódik.

## Turizmus
A térség nem rendelkezik számottevő vendégcsalogató látnivalóval, sem természeti, sem pedig történelmi – kulturális tekintetben. Ennek ellenére a vendégfogadásnak vannak növekedési lehetőségei a Sásdi kistérségben, bár a turizmus vélhetően nem lesz a kistérség húzóágazata sem a közeli, sem a távolabbi jövőben.
A világ turisztikai térképein is jegyzett Pécsen (világörökségi helyszín!) kívül komoly vendégforgalmat bonyolít még a régióban Harkány, Orfű, Villány, Mohács és Szigetvár is, a Sásdi kistérségből azonban csak Bikalt jelöli a térkép turisztikai célpontként. Nem véletlenül, hiszen a térség turisztikai kínálatában a nagy attrakciót a bikali kastélyszálló jelenti. A 19. század közepén klasszicista stílusban épült kastélyt, amelyet a Puchner család birtokolt, 1944-ben államosították, majd a Bikali Állami Gazdaság használatába került. A gazdaság privatizációja után, 1993-ban indultak meg a komoly átalakítási, felújítási munkálatok. A négy csillagos kastélyszálló 1996-ban fogadott először vendégeket. A kezdeti évek ismeretlenségén csak „Esélyt a jövőnek” A Sásdi kistérség felzárkóztatási programja ©MTA RKK KÉTI Térségfejlesztési Kutatások Osztálya, Budapest 53 erőteljes marketinggel, reklámozással sikerült felülkerekedni, de a ráfordítás meghozta eredményét, hiszen az ezredfordulóra sikerült egy országos viszonylatban is kedvezőnek mondható, 50% körüli kihasználtságot elérni, a kistérségi módos polgárságot is magában foglaló, de annál lényegesen szélesebb hatókörű, régiós és országos klientúrára támaszkodva. A folyamatos fejlesztéseknek köszönhetően egyre bővül a szálló szolgáltatási kínálata – 1998-ban adták át az élményfürdőt (saját termálkúttal és 25 méteres medencével), 2000-ben a sportközpontot (bowlingpálya, squash- és teniszpályák). 2002–ben pedig építettek három darab amerikai stílusú apartmanházat, 2003-ban egy 400 fős konferencia központot; ezek a fejlesztések értelemszerűen régiós és országos léptékű, sőt, nemzetközi rendezvények fogadására teszik alkalmassá a bikali kastélyszállót, amelynek versenytársai illetve partnerei a hasonló zsánerű és funkciójú kastélyszállók között keresendők. Az RMI 2003-ban angol minta alapján egy „Hotel 2005” lenevezésű pilot projekt keretében minősítette többek között a bikali kastélyszállót, megjelentette továbbá fotókkal díszített térképen a régió vár és kastélyszállóit, melyek közül az egyik legpatinásabb éppen a bikali. A szálló forgalmának több mint harmadát vállalati rendezvények (csapatépítő tréningek, értekezletek, konferenciák), vagyis a hivatás-, illetve konferenciaturizmus biztosítja. A vendégek meghatározó részét hazai látogatók teszik ki, akik jellemzően néhány napos kikapcsolódást keresnek az exkluzív környezetben. A kastélyszálló saját berkeiben is pazar programot kínál vendégeinek a különböző „kényeztető” kúráktól a borkóstoláson át a sportig és az állatsimogatóig, de szűkebb és tágabb környékére is kitekint: előbbinél maradva lovas és vadász turisztikai élményeket, méhészeti bemutatóhelyet ajánl megtekintésre.
Agroturizmus, kézmű- és kisipar
A Sásdi kistérségben jelentős hagyományai vannak a fazekasságnak és napjainkban is több neves (Róth Béla Oroszlón, Juhász László Meződön) keramikus él a térségben. A helyi fazekasok (mint Perhács Eszter Baranyajenőn) többnyire háztól árulják a termékeiket, de egy–egy nagyobb vásár, kézműves bemutató révén a helyi fazekas termékek eljutnak Pécsre, Budapestre is. A helyi fazekasok több alkalommal is részt vettek gyerekek számára szervezett korongozáson, bemutatón, ami egy sajátos attrakciója a Hegyhátnak. A vesszőfonás, teknővájás, amely egykoron megélhetést nyújtott a helyi cigányságnak, ma már teljesen eltűnt a térségből, így a
vendégforgalom számára sem jelentenek kínálatot. „Esélyt a jövőnek” A Sásdi kistérség felzárkóztatási programja ©MTA RKK KÉTI Térségfejlesztési Kutatások Osztálya, Budapest 54 Sajátos, hazai viszonyok közepette gyorsan fejlődő speciális kínálatot jelenítenek meg a különböző agroturisztikai attrakciók, amelyek jól illeszkednek a meglévő családi gazdaságok alternatív jövedelemszerzési lehetőségei közé. A vonzó természeti környezet, a szelíd lankákkal szabdalt táj a felüdülni vágyók számára is vonzó kínálatot jelenthet, ezért mind több térségbeli agrárvállalkozó vizsgálja a falusi turizmus helyi lehetőségeit. Zsirmon Endre bakócai
vállalkozó jutott e területen a legtovább, hiszen a falu szélén kialakított gazdaságában egy szállóvendégek fogadására is alkalmas épületet alakított ki, ám miként az ország más területein is, alapvető problémát jelent a kínálat megjelenítése. Hiába épül meg egy csodálatos környezetben lévő szálláshely, ha a turisták nem tudnak róla – a szálláshely és a térség reklámozása, a turisták érdeklődésének felkeltése rendkívül költség igényes, amelyet a szálláshelyek üzemeltetői önállóan nem képesek felvállalni.
Végül: a Sásdi-árok mentén szerveződő közlekedésnek (vasút, 66-os út) köszönhetően több kis forgalmú vendéglátóhely is létrejött a tranzitforgalom igényeinek kielégítésére. A nem túl magas színvonalú, út menti kifőzdék, büfék fejlődési lehetőségei korlátozottak, az alacsony forgalom és a csekély vásárlóerő elodázza a fejlesztéseket. A térségben jelenleg két komolyabb vendéglátóhely (a sásdi Jáger Étterem és a mágocsi pizzéria) működik, de jellemző a forgalomra, hogy vasárnap Sásdon nem lehet megebédelni és a pizzéria is csupán a szeszesital-árusításnak köszönheti fennmaradását. A Jáger Étterem fő vevőközönségét a helyi lakosok (helyben dolgozók, nyugdíjasok) jelentik, akik főként a napi menűt fogyasztják, és a fiatalok, akik inkább a különböző pizzákat keresik.
Épített környezet, kulturális örökség
A kistérség nemzetiségi arculata az épített környezetre is rányomta bélyegét, hiszen a tradicionális sváb paraszti építkezési mód formálta és határozza meg mind a mai napig a települések jelentős részének arculatát. Az elmúlt évtizedek, a paraszti gazdaságok felszámolása, valamint a hatvanas, hetvenes évek modernizációjának számos épület „áldozatául esett” – részben vagy egészben elveszítve a korra jellemző építési jegyeket, de mind a mai napig fennmaradtak jó állapotban megőrzött lakóházak, középületek, amelyek híven őrzik a kort, melyben születtek. Ezen épületek védelme, állaguk megőrzése az utókor számára települési önkormányzati feladat, amelynek érdekében több településen is helyi védelem alá vonták a nevezetes, arculatformáló házakat.
A teljesség igénye nélkül néhány nevezetes, helyi védelem alatt álló építmény:
- Baranyaszentgyörgy nevezetessége a 150 éves, műemlék jellegű Ébert-ház
- Bikalon 11 épületet helyeztek helyi védelem alá
- Gödrén védettséget élvez a Szili-kápolna (amelyet Sapard-pályázat révén a tavalyi évben újítottak fel), Siskovics-kápolna (felújítását Széchenyi-terves pályázat tette lehetővé), a Szili-kastély, és szólni kell a nevezetes Mátyás-kútról is
- Kisbeszterce – Tóth-forrás
- Kishajmás-Kálvária, amelyet eredeti szépségbe állítottak helyre a Zsolnay-gyár közreműködésével
- Mekényes helyi védelem alatt áll a Kehl-ház, a Kriszt-, Lakos-, Nemes- és Piszer-porta
- Sásd – műemlék jellegű a kétszáz éves plébánia templom
- Nagyhajmás – helyi védelem alatt áll 25 hagyományos népi építészetű ház
- Szágyon a Rudolf-kereszt és a turisztikailag is vonzó Szent István-forrást és környékét fontos kiemelni
- Tormás – Filóta és Imrő-ház áll helyi védelem alatt

## Külső hivatkozások
- Dunántúli Napló cikke a térségről
- Sásdi Többcélú Kistérségi Társulás hivatalos honlapja
- Az almási és gödrei Siskovics család